# دین کرو
دین کرو (انگلیسی: Dean Crowe؛ زادهٔ ۶ ژوئن ۱۹۷۹) بازیکن فوتبال اهل بریتانیا است.
از باشگاه‌هایی که در آن بازی کرده‌است می‌توان به باشگاه فوتبال استوک سیتی، باشگاه فوتبال یورک سیتی، باشگاه فوتبال اولدهام اتلتیک، باشگاه فوتبال لوتون تاون، باشگاه فوتبال استوک‌پورت کانتی، باشگاه فوتبال نیو میلز، باشگاه فوتبال بری، باشگاه فوتبال ویتون آلبیون، باشگاه فوتبال پلیموث آرگیل، باشگاه فوتبال نورث‌همپتون تاون و باشگاه فوتبال لیک تاون اشاره کرد.